# Escuela charter

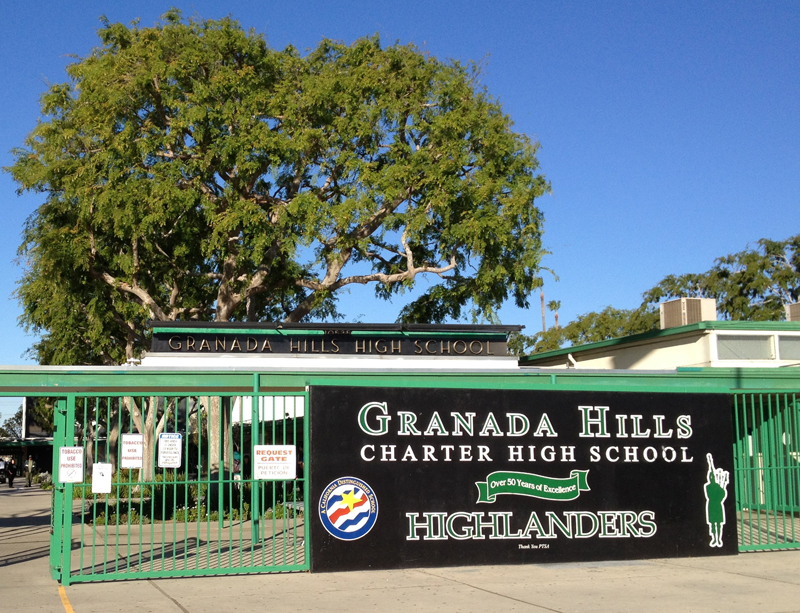
Escuela Preparatoria Granada Hills Charter, la escuela chárter más grande de Estados Unidos (a partir de 2003)

Una escuela chárter (o escuela autónoma o colegio concertado en España) es una escuela que recibe fondos del gobierno, pero opera de manera independiente del sistema escolar estatal establecido dentro del que se encuentra.
Existe un debate en curso acerca de si las escuelas autónomas deben describirse como escuelas privadas o escuelas estatales. Los defensores del modelo chárter (o escuela autónoma) declaran que son escuelas públicas pues están abiertas a todos los estudiantes y no cobran matrícula; sin embargo, los críticos argumentan en su contra que operan de forma privada y a través de una regulación que les facilita mayor flexibilidad frente a su responsabilidad pública y en asuntos relacionados con derechos laborales.

## Casos

### Chile
Chile tiene una larga historia de escolarización privada subsidiada, similar a la escolarización autónoma en los Estados Unidos. Hasta comienzos de los 80, la mayoría de las escuelas privadas subvencionadas eran de corte religioso y pertenecían a iglesias u otros partidos privados, aunque recibían apoyo del gobierno central. Sin embargo, en la década de 1980, la dictadura de Augusto Pinochet introdujo reformas liberales en el país. En 1981 se adoptó un sistema competitivo de vales en la educación. Estos vales podían usarse tanto en escuelas públicas como en escuelas privadas subvencionadas pudiendo, estas últimas, ser administradas con fines de lucro. A consecuencia de estas reformas, la proporción de escuelas privadas subvencionadas, muchas de ellas seculares, aumentó del 18,5% de las escuelas en 1980 al 32,7% de las escuelas en 2001. [18] A partir de 2012, casi el 60% de los estudiantes chilenos estudian en escuelas chárter.

### Colombia
Colombia tiene una larga tradición de escuelas religiosas y privadas. Con la crisis económica de las órdenes religiosas, diferentes niveles del estado han financiado estas escuelas para que sigan funcionando. En algunas ciudades, como Bogotá, existen programas de escuelas privadas financiadas a través de recursos públicos estatales, aproximadamente el 60% de los niños y jóvenes estudian en escuelas privadas de paga, gastos que generalmente cubren las propias familias.

### Suecia
En Suecia el modelo se implementó en los 90. En los últimos años, una caída en los estándares educativos suecos, una creciente desigualdad y un creciente descontento entre profesores y padres han provocado un debate público. Desde la implementación del sistema chárter Suecia ha caído cada año en los informes PISA.Desde la implementación del sistema la educación se ha encarecido significativamente para el Estado desde la introducción de los vouchers escolares. Suecia se equipara con Luxemburgo, Noruega, Reino Unido y Estados Unidos en el costo de la educación, sin obtener resultados en las pruebas PISA. Suecia se convirtió el país con el cuarto mayor costo por estudiante de los países miembros de la OCDE.